# Georg Lakon
Georg Lakon ( 23 de abril de 1882, Atenas - 7 de enero de 1959, Stuttgart) fue un agrónomo, botánico y micólogo alemán.

## Vida y obra
Era hijo de un profesor de matemática, estudió ciencias naturales en la Universidad de Atenas, doctorándose allí en 1904. Después de varios años de profesor asistente de la Universidad de institutos botánicos en Alemania, se hizo cargo en 1913 la dirección del Instituto Estatal de las pruebas sobre semillas en la Escuela Agrícola en la Universidad de Stuttgart. Allí trabajó hasta su jubilación en 1950.
Después de su habilitación en 1919 en la Universidad Técnica de Stuttgart, con una tesis sobre hongos insecticidas, también se mantuvo allí hasta 1924. Y luego profesor asociado dando conferencias sobre Botánica general.
Desarrolló un método bioquímico para determinar viabilidad y germinación de las semillas: tetrazolio, método de ensayo considerado durante décadas como un procedimiento estándar en el análisis de semillas. Desde 1949 hasta su muerte fue editor de las contribuciones científicas del "Saatgut-Wirtschaft".

## Algunas publicaciones
- 1914. Beiträge zur Kenntnis der Protoplasmaströmung. Berichte der Deutschen Botanischen Gesellschaft 32: 421–429. doi: 10.1111/j.1438-8677.1914.tb07613.x

- 1919. Die Insektenfeinde aus der Familie der Entomophtoreen: Beiträge zu einer Monographie der insektentötenden Pilze. Habil. Schr. Techn. Hochschule Stuttgart

- 1920. Ueber die Bezahnung der Kiele der Vorspelze bei Lolium perenne L. und Lolium multiflorum Lam.

- 1923. Die Keimprüfung der Weymouthskiefernsamen. Con Andreas Grisch. Editor Verbandsdruckerei A.-G. 17 pp.

- 1939. Das Schwinden der Keimfähigkeit der Samen, insbesondere bei Getreidefrüchten. En: Berichte der Deutschen Botanischen Gesellschaft 57: 191-203

- 1942. Topographischer Nachweis der Keimfähigkeit der Getreidefrüchte durch Tetrazoliumsalze. En: Berichte der Deutschen Botanischen Gesellschaft 60: 299-305

- 1942. Topographischer Nachweis der Keimfähigkeit von Mais durch Tetrazoliumsalze. En: Berichte der Deutschen Botanischen Gesellschaft 60: 434-444

- 1963. Entomophthoraceae. Editor J. Cramer, 26 pp.
- La abreviatura «G.Lakon» se emplea para indicar a Georg Lakon como autoridad en la descripción y clasificación científica de los vegetales.[1]